# Strabomantis cadenai
Strabomantis cadenai es una especie de anfibio anuro de la familia Craugastoridae.

## Distribución geográfica
Esta especie es endémica del departamento de Antioquia en Colombia. Habita en el municipio de Frontino a unos 1900 m de altitud en la Cordillera Occidental.

## Descripción
El holotipo femenino mide 40,6 mm.

## Etimología
Esta especie lleva el nombre en honor a Augusto Alberto Cadena-García.

## Publicación original
- Lynch, 1986 : A new species of broad-headed Eleutherodactylus from the Cordillera occidental of Colombia (Amphibia, Leptodactylidae). Caldasia, Bogotá, vol. 15, n.º 71/75, p. 503-509[5]